# Pecunia
Pecunia – Das ErbinnenNetzwerk e. V. ist ein eingetragener Verein mit Netzwerkcharakter mit Vereinssitz in Wiesbaden. Er unterstützt Frauen, die geerbt haben, dabei, den für sie optimalen Umgang mit ihrem Vermögen zu finden.

## Geschichte
1997 bis 1999 veranstaltete Fundraising-Beraterin Marita Haibach zusammen mit drei weiteren Finanzberaterinnen Erbinnenkonferenzen in Köln, auf denen sich Erbinnen erstmals untereinander austauschen konnten. Daraus ging eine Gruppe hervor, die sich in den folgenden Jahren regelmäßig zu Jahreskonferenzen und auf regionaler Ebene traf. Ab 2000 führte dieses Netzwerk den Namen Pecunia (lateinisch: Geld, Vermögen). Am 29. September 2003 wurde in Kassel der Verein Pecunia – Das ErbinnenNetzwerk e. V. gegründet.
Der Verein hat über 100 Mitglieder. Seine Organe sind die Mitgliederversammlung, der Vorstand und die sogenannte Netzwerkstatt, die zweimal jährlich tagt und verschiedene Arbeits- und Regionalgruppen bilden kann.

## Ziele und Aktivitäten
Die Vereinsarbeit beruht auf der Erfahrung, dass Frauen anders erben als Männer und in besonderer Weise von Erfahrungsaustausch unter Gleichgesinnten profitieren. Neben regelmäßigen Netzwerktreffen bietet der Verein seinen Mitgliedern Seminare und Workshops und informiert zum Umgang mit beratenden Personen im Finanzbereich und zu verantwortungsvollen Geldanlagen. Thematisiert werden auch die soziale Verantwortung der Erbinnen und die Auswirkungen des Erbes auf die eigenen Nachkommen und das Umfeld. Viele Vereinsmitglieder engagieren sich mit ihrem Vermögen in sozial agierenden Stiftungen.
Der Verein widmet sich außerdem der Öffentlichkeitsarbeit mit dem Ziel, ein neues und zukunftsweisendes Bild vermögender Frauen zu entwickeln und nach außen zu tragen. In den Medien ist Pecunia vor allem durch prominente Mitglieder wie die Erbin und Spendenaktivistin Ise Bosch vertreten, die sich dafür einsetzt, dass auch Vermögende offen über Geld reden und soziale Verantwortung übernehmen.

## Mitglieder
Der Verein steht Frauen offen, die eine Erbschaft von mindestens 900.000 Euro nachweisen können.